# Резолюция 135 на Съвета за сигурност на ООН
Резолюция 135 на Съвета за сигурност на ООН е приета на 27 май 1960 г. по повод провалената среща между правителствените ръководители на Франция, Обединеното кралство Великобритания и Северна Ирландия, Съюзът на съветските социалистически републики и Съединените американски щати.
Като отбелязва разочарованието и безпокойството, породени от провала на срещата на върха, Съветът за сигурност се съгласява, че създалото се в резултата на това положение може да доведе до увеличаване на международното напрежение и да постави под заплаха международния мир и сигурността. Във връзка с това резолюцията препоръчва на съответните правителства да се стремят към решаване на съществуващите международни проблеми чрез преговори или посредством други мирни средства съгласно Хартата на Обединените нации. Освен това Съветът призовава на всички правителства на държавите членки на ООН, в да се въздържат в своите международни отношения от употребата на сила или от заплахи за използването ѝ, да уважават взаимно своя суверенитет, териториална цялост и политическа независимост, както и да се въздържат от всякакви действия, които могат да нагнетят напрежението.
Освен това Резолюция 135 изисква от съответните страни да продължат с опитите си за достигане на конструктивно решение на въпроса за всеобщо и пълно разоръжаване под международен контрол в съответствие с Резолюция 1378 (XIV) на Общото събрание на ООН, да прекратят всички опити с ядрено оръжие при съответната система за международен контрол, както и да продължат преговорите относно мерките за предотвратяване на внезапни нападения, включително и по техническите мерки, както го препоръчва Общото събрание.
В последната си част резолюцията призовава правителствата на Франция, Съветския съюз, Обединеното кралство и Съединените щати да подновят дискусиите възможно най-скоро и да се възползват от съдействието, което за тази цел биха могли да им предоставят Съветът за сигурност и другите органи на Организацията на обединените нации.
Резолюция 135 е приета с мнозинство от 9 гласа „за“ при двама „въздържали се“ – Полша и Съветския съюз.